# Кислая фосфатаза, фиолетовая
Фиолетовые кислые фосфатазы (PAPs, ФКФ) (Шифр КФ 3.1.3.2) представляют собой металлоферменты, которые гидролизуют фосфорные эфиры и ангидриды в кислой среде. В окисленной форме ФКФ в растворе имеют пурпурный цвет. Это связано с наличием биядерного центра железа с которым остаток тирозина связан посредством переноса заряда. Этот металлический центр состоит из Fe3+ и M, где M представляет собой Fe3+, Zn2+, Mg2+ или Mn2+. Консервативный Fe3+ стабилизируется в форме трехвалентного железа, тогда как M может подвергаться восстановлению. После обработки мягкими восстановителями ФКФ превращаются в свою ферментативно активную форму розового цвета. Обработка сильными восстановителями диссоциирует ионы металлов и делает фермент бесцветным и неактивным.
ФКФ являются высококонсервативными в пределах эукариотических видов, с гомологией аминокислот > 80 % в ФКФ млекопитающих и> 70 % гомологией последовательностей в ФКФ растительного происхождения. Однако анализ последовательности показывает, что существует минимальная гомология между ФКФ растений и млекопитающих (<20 %), за исключением лигирующих металл аминокислотных остатков, которые идентичны. Металлическое ядро ФКФ также различается у растений и млекопитающих. Выделенные и очищенные ФКФ млекопитающих до этого момента состояли исключительно из ионов железа, тогда как у растений металлическое ядро состоит из Fe3+ и либо Zn2+, либо Mn2+. ФКФ также были выделены в грибах, и последовательности ДНК, кодирующие возможные ФКФ, были идентифицированы в прокариотических организмах, таких как Cyanobacteria spp. и Mycobacteria spp.
В настоящее время не существует определённой номенклатуры для этой группы ферментов, и существует множество названий. К ним относятся фиолетовая кислая фосфатаза (PAP), утероферрин (Uf), кислая фосфатаза 5 типа (Acp 5) и кислая фосфатаза, устойчивая к тартрату (TRAP, TRACP, TR-AP). Однако в литературе существует консенсус в отношении того, что фиолетовая кислая фосфатаза (PAP) относится к тем, которые обнаруживаются у видов, не являющихся млекопитающими, а устойчивая к тартрату кислая фосфатаза (TRAP) — к фосфатазам, обнаруженным у видов млекопитающих.
Утероферрин, ФКФ селезенки крупного рогатого скота и устойчивая к тартрату кислая фосфатаза относятся к ФКФ млекопитающих, в связи с чем исследования ФКФ, экспрессируемых в различных тканях, разошлись. Последующие исследования доказали, что все эти ферменты — одно и то же.